# Lena Guilbert Ford

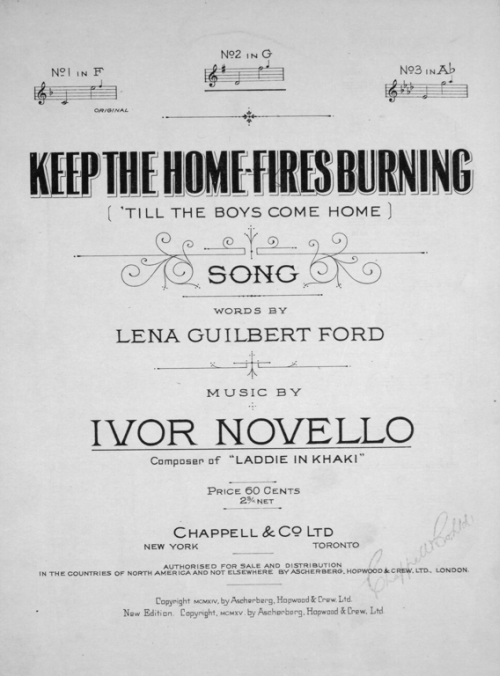
Broszura z nutami do piosenki Keep the Home Fires Burning

Lena Guilbert Ford (ur. 1870, zm. 1918) – poetka amerykańska. Jest znana przede wszystkim jako autorka słów do piosenki 
Keep the Home Fires Burning z muzyką Ivora Novella. Zginęła wraz z synem podczas niemieckiego nalotu na Londyn 7 marca 1918.